# 吴小晖
吴小晖（1966年10月18日—），原安邦保险董事长兼总经理，北京国通高盛投资有限公司董事长。

## 生平
1966年10月18日出生于平阳县萧江镇周宅村。早年在平阳县工商局工作，曾跟随温州市长、中共革命烈士刘英的遗腹子刘锡荣从政，後在父亲支持下于浙江卖汽车，是上汽集团最大的承包商。曾在陈毅元帅儿子陈小鲁旗下的上海标准基础设施投资集团有限公司和上汽工作，与中共元老邓小平外孙女系同事关系，两人于2004年结婚，之后创办并担任安邦保险董事长和总经理。

## 入狱
2017年6月14日凌晨，安邦集团在官方网站发布声明称，安邦保险集团董事长兼总经理吴小晖，因个人原因不能履职。据《纽约时报》报道，吴小晖实际上已经被北京警方拘留。实际被上海警方控制，集团多名高管被陆续带到上海收押。據華爾街日報報道，吴小晖是由習近平親自拍板決定調查。
2018年2月23日，上海市人民检察院第一分院对吴小晖集资诈骗、职务侵占案向上海市第一中级人民法院提起公诉。同时中国保监会决定于2018年2月23日起，对安邦集团实施接管，接管期限一年。2018年3月28日，上海市第一中级人民法院公开开庭审理安邦集团原董事长、总经理吴小晖犯集资诈骗罪、职务侵占罪一案。公诉人指控吴小晖集资诈骗罪，至案发实际骗取652.48亿元。5月10日上午，上海市一中院一审宣判，对被告人吴小晖以集资诈骗罪判处有期徒刑15年，剥夺政治权利4年，并处没收财产人民币95亿元；以职务侵占罪判处有期徒刑10年，并处没收财产人民币10亿元。数罪并罚，决定执行有期徒刑18年，剥夺政治权利4年，并处没收财产人民币105亿元，违法所得及其孳息予以追缴。
2019年7月29日，上海市第一中级人民法院出具吴小晖案执行裁定书，除了根據先前判決沒收其財產人民幣105億元，再度追缴其违法所得752.4851亿元。

## 家庭
- 妻子（第一任）：娶当地官员女儿为妻。[13]
- 妻子（第二任）：原浙江省副省长，杭州市市长卢文舸之女。
- 妻子（第三任）：邓卓芮（卓苒 Zhuo, Ran Anne，1972年11月14日-），邓小平次女邓楠的长女，两人育有一子[14]。
- 二弟：吴家曦，1970年出生
- 三弟：吴家威
- 四弟：吴家齐，1977年出生
- 妹妹：吴晓霞-又名林佳晨，同时被上海警方控制

## 荣誉
- “2016十大经济年度人物”，主办方：新浪财经、人民日报客户端、吴晓波频道[15]